# Álvaro Pires de Castro e Sousa, 1.º Marquês de Cascais

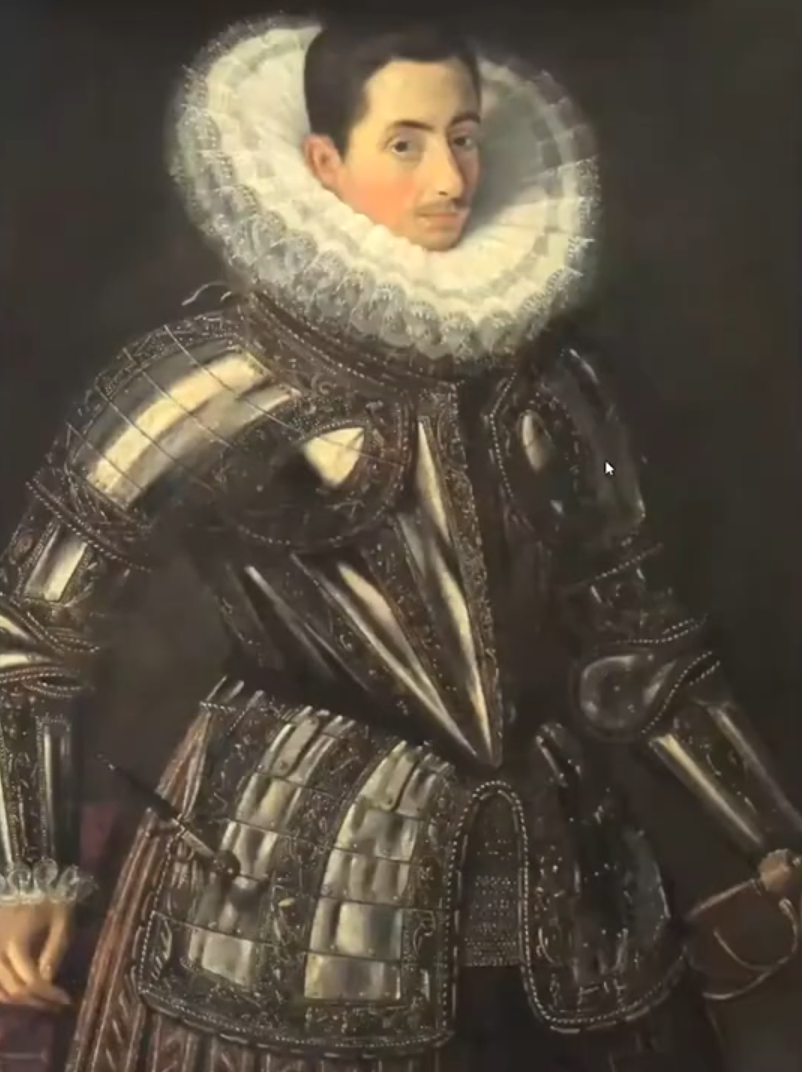
Dom Álvaro Pires de Castro e Sousa, pousando com armadura e gorgeira, espada e adaga.

Álvaro Pires de Castro e Sousa (Lourinhã, c.1590 - Ançã, 11 de Julho de 1674), 1.º marquês de Cascais e 6.º conde de Monsanto, nomeado embaixador em Paris por D. João IV, no início da Guerra da Restauração (1640-1668) e Fidalgo do Conselho de D. Afonso VI. Foi um nobre português do século XVII, varão primogénito de D. Luís de Castro, 5.º Conde de Monsanto e de sua mulher D. Mécia de Noronha. Descendente e herdeiro da antiquíssima linhagem dos Castro que se principiara na descendência de Fernando Garcia de Hita no século XI, D. Álvaro descendia em linha patrilínea dos Noronhas da Casa de Vila Real.

## Apoio a D.João IV e Embaixada a Paris
Assumiu a liderança da casa ainda novo em 1612 com a morte do pai. Herdou do pai e do avô, D. António de Castro, 4.º Conde de Monsanto, a animosidade para com o Domínio Filipino do Reino de Portugal. Como tal foi um simpatizante natural da Restauração de 1640. O seu apoio à Dinastia de Bragança foi recompensado com a elevação a Marquês de Cascais logo em 1643 por carta régia de D. João IV, datada de 19 de Novembro. A concessão do título de Marquês deveu-se à necessidade de elevar a condição de D. Álvaro Pires de Castro que seguia para Paris como embaixador extrordinário. A finalidade oficial da embaixada era a de apresentar os pêsames à Rainha-regente D. Ana d'Áustria pela morte do Rei Luís XIII de França em Maio desse ano de 1643. A verdadeira objectivo da acção do embaixador parece ter sido, todavia, a de impressionar a corte  francesa e fazer agraciar a causa portuguesa junto das pessoas de influencia. Para mais quando à altura negociava em Paris Luís Pereira de Castro o casamento do herdeiro da Coroa D. Teodósio, Príncipe do Brasil. As fontes da época referem que o Marquês foi bem sucedido nesse intento, causando o estado e aparato de sua casa grande impressão em Paris. Levava consigo D. Álvaro um pequeno tesouro em jóias a ser distribuído por pessoas de consequência na corte francesa; descreve-se em carta de D. João IV ao Conde da Vidigueira: 
| “ | 6 dúzias de botões de ouro com três pérolas cada um, um sitilho e pluma; um fio com 250 pérolas, umas arcadas de ouro com dois diamantes e duas pérolas penduradas, três anéis com vários diamantes cada um e um paramento de leito e ló encarnado lavrado de ouro | ” |

. A tal ponto impressionaram estes gestos de amizade que rapidamente se criou na corte de Paris a lenda de que os Braganças escondiam um enorme tesouro.

## Posição política junto de D. Afonso VI
Foi homem da confiança de Luísa de Gusmão (regente do reino de 1656 a 1662), embora nunca estando no centro da corte ou em órgãos de decisão política no tempo da regência. Foi apoiante da emancipação de D. Afonso VI no episódio do Paço de Alcântara de 22 de Junho de 1662, sendo nomeado para o Conselho Régio com Vasco de Mascarenhas, 1.º Conde de Óbidos, e com o Visconde de Vila Nova de Cerveira. Viviam-se na corte portuguesa anos de grande instabilidade, não havendo ainda uma noção clara da hierarquia política, promovendo uma constante luta pelo poder e incessante troca de lealdades. Estas ambições políticas da fidalguia eram inflamadas pela consciência que perpassou toda a Nobreza portuguesa de Seiscentos de que os Braganças deviam o trono mais à Graça dos nobres que à Graça de Deus. Nesta contexto de luta pelas posições de influência na corte, assumiam particular relevância os cargos que eram responsáveis pelas atribuições das merçês e nomeações régias: o Mordomo-mor, a Secretaria das Merçês e o Desembargo do Paço. Com a assumpção do poder por parte de D. Afonso VI, muitas mudanças houve nestes órgãos. O expediente do desterro foi muito utilizando pela impossibilidade jurídica de exonerar os detentores destes cargos curiais, que eram de carácter hereditário. Tome-se à laia de exemplo que a Mordomia já fora exercícida pelos antepassados do Mordomo D. Manrique da Silva desde D. Diogo da Silva, 1.º Conde de Portalegre no tempo de D. Manuel I. Como tal, foram desterrados da corte ainda nesse ano esse mesmo D. Manrique da Silva, 1.º Marquês de Gouveia e 6.º Conde de Portalgere e pouco depois o seu neto e herdeiro D. João da Silva, que lhe havia sucedido na mordomia.  Mesma sorte sofreu o Secretário das Merçês, Gaspar de Faria Severim, passando a assistir no Despacho D. Jerónimo de Ataíde, 6.º Conde de Atouguia e Sebastião César de Meneses, Bispo do Porto. Logo em 1643 juntaram-se-lhes o jovem Conde de Castelo Melhor e pelo próprio D. Álvaro Pires de Castro, no que ficou conhecido com Conselho do Despacho.

## A regência de D. Pedro e o desterro
D. Álvaro Pires de Castro e Sousa foi, pelas crónicas da época, um homem sanguíneo e de modos desabridos e que nunca teve grandes contemplações, mesmo ao dirigir-se aos membros da Família Real. Foi o primeiro fidalgo a chegar aos aposentos de D. Afonso VI na manhã de 23 de Novembro de 1667, batendo nas portas a admoestando sonoramente o monarca por ainda estar a dormir, avisando-o das intenções de seu irmão o Infante D. Pedro de o destronar, gritando-lhe a viva voz: 
| “ | [que] se não despertasse do letargo em que vivia, em breves horas perderia o Reino que arruinava. | ” |

Procurou o já septuagenário Marquês de Cascais convencer o Rei a entregar a Coroa voluntariamente, mas sem sucesso. Apenas após intervenções semelhantes no teor e no resultado do Marquês de Marialva e do Marquês de Sande se decidiu o Infante D. Pedro a invadir os aposentos do irmão. Após a instauração da regência do Infante foi-lhe retirado o comando das armas da fortaleza de Cascais, pela sua proximidade ao partido de D. Afonso VI. Protestou veementemente o velho Marquês, ficando célebre o episódio em que atirou a sua espada aos pés do Infante. Gesto de insubordinação que lhe valeu o desterro para Porto de Mós. Retirou-se depois para Ançã, nunca mais regressando à corte, mesmo depois de lhe ser levantado o desterro, morrendo octagenário em 1674.

## Descendência

Brasão dos Castro, Condes de Monsanto

D. Álvaro Pires de Castro desposou em primeiras núpcias D. Maria de Portugal, filha mais nova de D. Nuno Álvares de Portugal, um dos filhos do 2.º Conde de Vimioso. Desse primeiro enlace conhecem-se duas filhas:
- D. Joana Inês de Portugal, senhora do morgado de Vale de Palma (c. 1610 - ?), casou com Luís da Silva Telo de Meneses, 2.º .conde de Aveiras.
- D. Mécia de Noronha.

A primeira esposa de D. Álvaro terá morrido jovem, pois este torna a contrair matrimónio em 1637 com D. Bárbara Estefânia de Lara..
A sua segunda esposa era da linhagem dos Ataídes, sendo filha de D. António de Ataíde, 1.º Conde de Castro Daire - que viria também a herdar o Condado da Castanheira, como 5.º conde desse título - e Presidente da Junta Governativa do Reino de Portugal, entre 1631 e 1632.
O primeiro filho desta união nasceria apenas em 1644, contando já o Marquês com mais de 50 anos. Esse varão e herdeiro foi um dos dois únicos filhos que se conhecem do casal:
- D. Luís Álvares de Castro, 2.º Marquês de Cascais (7 de Novembro de 1644 - 27 de Julho de 1720), herdeiro da Casa de seu pai.
- D. Maria de Ataíde.